# Seznam pojmů v kodikologii
Seznam obsahuje základní pojmy užívané v kodikologii.

## A
- Antifonář – liturgická kniha používaná v katolické církvi při denním oficiu, pokud se zpívá. Obsahuje zejména melodie těch částí, které mají své vlastní nápěvy.
- Apertura –⁠⁠⁠⁠⁠⁠ pohled na dva listy vedle sebe v rozevření knize
- Autograf – vlastnoručně psaný text (rukopis) osobnosti

## B
- Bělpuch – pergamen z telecí kůže
- Binio –⁠⁠⁠⁠⁠⁠ složka o dvou dvojlistech
- Breviář – liturgická kniha užívaná v západní církvi s texty denní modlitby církve

## D
- Drolerie – vyobrazení zábavného výjevu ve středověkých rukopisech

## E
- Evangeliář – křesťanská liturgická kniha, obsahující texty evangelií.
- Evangelistář – kniha obsahující výňatky z evangelií připadajících na neděle a svátky, kterým se také říká perikopy.
- Ex libris – knižní značka, která znamená doslova z knih, ve smyslu z majetku/knihovny
- Explicit – závěrečná slova textu, ať už v jeho původní podobě nebo v daném tisku či rukopisu. Někdy se tím rozumějí i dodatečné záznamy na konci textu

## F
- Filigrán – ochranný prvek listin, bankovek, kolkových známek, poštovních známek i jiných (nejen papírových) dokumentů.
- Figurální iluminace
- Fleuronnée –⁠⁠⁠⁠⁠⁠ ornamentální výzdoba vycházející z rostlinných motivů, užívala se např. k ozdobení větších iniciál
- Foliace – průběžné číslování listů, nikoli stran, běžné zejména od 12. do 16. století
- Folio – označení pro největší formát knih, který vzniká jedním přeložením archu papíru. Foliový formát má obvykle výšku 380 mm nebo větší.

## G
- Glosa – poznámka na okraji nebo uvnitř textu, jejímž úkolem je blíže objasnit nebo upřesnit význam nesnadno pochopitelné pasáže či slova.
- Graduál – liturgická kniha obsahující zpěvy gregoriánského chorálu, včetně graduále (odtud název), používána při mešní liturgii.
- Gregoryho pravidlo –⁠⁠⁠⁠⁠⁠ způsob uspořádání pergamenových rukopisů, přičemž na rozevřené straně (apertuře) jsou vedle sebe ze dvou sousedních dvojlistů stejné strany zpracovávaného pergamenu, tj. dvě srstní nebo dvě masové kůže

## I
- Iluminace – výtvarný, často barevný obrazový doprovod textu ve středověkých rukopisech.
- Incipit – začátek, první slova určitého textu nebo začátek hudební skladby.
- Iniciála – první písmeno slova, které je výrazně odlišeno od ostatního textu velikostí, barvou nebo tvarem, někdy (hlavně v rukopisech, ale i ve starších tiscích) vybaveno i iluminací
- Inkunábule – označení používané pro nejstarší tištěná díla pocházející z Evropy z časového období mezi vynálezem knihtisku, tj. tisku s pohyblivými literami (kolem roku 1450) a koncem 15. století.

## J
- Jihoevropský pergamen –⁠⁠⁠⁠⁠⁠ způsob opracování pergamenu obvyklý pro jižní Evropu, kdy byl pergamen na jedné straně zpracován výrazně pečlivěji, při listování rukopisem se střídají apertury světlé a tmavé

## K
- Knižní vazba – úprava knižního bloku spočívají v jeho umístění do desek
- Kodex – svazek listů svázaných ve hřbetu.
- Kolofon – krátký text umístěný na samém konci knihy. Obsahuje obvykle jméno autora a název díla, místo a datum dokončení knihy, poděkování a někdy i jméno písaře nebo tiskaře.
- Kustod – počáteční slabika prvního slova nové strany umístěná vpravo pod zrcadlem strany předchozí. Při hlasitém i tichém čtení umožňovala kontinuálně napojovat text na rozhraní stránek
- Kvatern –⁠⁠⁠⁠⁠⁠ složka o čtyřech dvojlistech
- Kvintern –⁠⁠⁠⁠⁠⁠ složka o pěti dvojlistech

## L
- Liber catenatus – knihy uložené především v některých klášterních knihovnách, které byly připoutány řetězem k železné tyči, která byla připevněna k vrchní straně pultu nebo k polici, na níž byly knihy umístěny.
- Linkování –⁠⁠⁠⁠⁠⁠ způsob vytváření linek pro text závisí na použitém materiálu –⁠⁠⁠⁠⁠⁠ pergamenové kodexy do 12. století mají nejčastěji tzv. slepé linkování (vyznačené rydlem) nebo linkování vyznačeném olůvkem, od 13. století přibývá a později převažuje linkování inkoustem

## M
- Majuskule – původní forma písmen (v latince A, B, C, …), která se objevila kolem 3. století př. n. l. Jedná se o znaky, které lze zapsat zpravidla mezi dvě linky psací osnovy, takže vyplňují horní a střední psací pásmo.
- Makulatura – vadně potištěný, odpadový nebo poskvrněný papír (v minulosti i pergamen) nebo vadně vytištěná kniha či poštovní známka.
- Marginálie – komentář vysázený zpravidla menším písmovým stupněm na vnějších, nebo na vnějších i vnitřních okrajích stran.
- Měkká vazba – kniha byla namísto dřevěných desek opatřena jen pružnými a ohebnými deskami ze silného pergamenu
- Miniatura – drobný obrázek, původně ve středověkém knižním malířství jako ilustrace v rukopisu, od 16. století jako samostatné malé obrázky a medailony, nejčastěji portréty.
- Mrtvé záhlaví – záhlaví tvořené pro celou knihu neměnně, a to nejčastěji ze zkráceného názvu díla. Jeho opakem je živé záhlaví.
- Mřežování – křížovité přeškrtání zápisů šikmými a kosmými čarami. Běžně se nachází ve středověkých úředních knihách. Obvykle znamenalo zrušení příslušného pořízení, obsaženého v zápisu, respektive faktické vykonání

## N
- Nárožní kování  – kování, které krylo rohy desek
- Neumy – grafické značky, znaménka a symboly stojící nad textem, které od 9. století sloužily k notaci a následné interpretaci melodických útvarů gregoriánských zpěvů a příležitostně také k zápisu světských i duchovních melodií mimo těch liturgických.
- Nota bene – (v latině „dobře si poznamenej“, „všimni si“, „nepřehlédni“) slovní obrat – latinské rčení, jímž se v textu zdůrazňuje nějaká informace.
- Notace – způsob záznamu hudební skladby v určité soustavě notového písma, obvykle pomocí grafických znaků – not.

## O
- Objednavatel – člověk, který si výrobu knihy objednal
- Olůvko – psací náčiní. Jedná se o kus olova; otěrem olůvka po papíru vzniká šedá čára.
- Ořízka – boční strana knihy, tj. hrany listů knihy viditelné, je-li kniha zavřená. Název je odvozen ze způsobu, jakým se ořízka vytváří: svázaný knižní blok je před vlepením do desek ze tří stran seříznut.

## P
- Paginace – označování stránek knihy nebo dokumentu pořadovými čísly (na rozdíl od foliace)
- Palimpsest – označení pro psací látku, ze které bylo původní písmo záměrně odstraněno buď vyškrabáním nožem či pemzou (v případě pergamenu) či omytím (u papyru) a nahrazeno novým textem.
- Papír – tenký, hladký materiál vyráběný zhutněním vlákna. Použitá vlákna jsou obvykle přírodní a založená na celulóze. Nejobvyklejší materiál je buničina vyrobená ze dřeva (většinou smrku)
- Pergamen – nevydělaná, při napětí sušená a hlazená zvířecí kůže, v minulosti používaná jako psací materiál.
- Předsádka – dvojlist pevnějšího papíru, který spojuje knižní blok s deskami knihy
- Převazba – nepůvodní vazba knihy, kdy byla kniha převázána z důvodu zničení vazby staré
- Přídeští – vnitřní strana desek, kam zasahují záložky usňového pokryvu. Přídeští bývala zpravidla vylepovaná papírem nebo pergamenem (často ale i druhotně užitými a popsanými, případně potištěnými). Tyto výlepy měly chránit vazebné prvky – do vydlabaných drážek v deskách upevněné vazy, proužky pergamenu aj.
- Pukla – typ drobnějšího kování, které bývá osazeno v každém z rohů a uprostřed obou desek. Důvodem bylo, aby se desky kodexu nedotýkaly přímo podložky a nedocházelo vzhledem k větší hmotnosti zejm. pergamenových kodexů k poškození jejich pokryvu.

## R
- Razura – vyškrabané místo v napsaném textu. Jedná se buď o způsob opravy, nebo případně o způsob zneplatnění.
- Recto – přední strana folia (listu) v rukopisu.
- Reklamant – pomůcka pro řazení složek před vazbou. Uvádí začátek textu na následující složce, nejčastěji v rozsahu jednoho nebo více slov.
- Renesanční vazba – vazba vytvořená v Itálii v průběhu 15. století. Oproti jiným vazbám byla lehká, elegantní a především daleko barevnější
- Rituál – liturgická příručka předepisující formy úkonů nižšího kléru při pohřbu, procesí a při udělování svátostí (křest, přijímání, svátost manželská, kněžské svěcení, biřmování, pokání, poslední pomazání).
- Rubrika – světle červené minerální barvivo, též sloupec psaný červeně. Jeden z nejstarších sazebných prostředků sloužící prvotiskařům k optickému zvýraznění sazby, která nebyla odstavci ani volnými (východovými) řádky příliš členěna.
- Rubrikace –⁠⁠⁠⁠⁠⁠ psaní názvů děl či kapitol v textu barevně odlišným inkoustem, obvykle červeně
- Rukopis – jakýkoliv dokument psaný rukou, tedy nikoliv vytištěný nebo reprodukovaný jiným způsobem.

## S
- Sextern – složka o šesti dvojlistech
- Signatura – značka vyjadřující umístění předmětu ve sbírkách (např. knihy v knihovně, listiny v archivu, sbírkového exponátu v muzeu apod.)
- Skriptorium – středověká písařská dílna, zprvu klášterní, kde písaři systematicky a kontinuálně opisovali a iluminovali knihy.
- Slepotisk – technika reliéfní ražby do kůže, papíru a pod. Provádí se tiskovou formou bez barvy nebo razicí formou zpravidla do kvalitního (zejm. ručního) papíru, do kožených či jiných desek.
- Spatium –⁠⁠⁠⁠⁠⁠ rozměr mezi sloupci textu
- Svitek – forma knihy, která se objevuje zejména u hebrejských rukopisů. Text ve svitku je většinou členěn do sloupců

## T
- Ternio –⁠⁠⁠⁠⁠⁠ složka o třech dvojlistech

## U
- Useň – zpracovaná kůže

## V
- Verso – zadní strana folia (listu) v rukopisu.
- Vlastnický záznam – záznam, který v knihách přímo či nepřímo určuje vlastnictví knihy, případně obsahují další informace vlastníka o knize.
- Vpichy –⁠⁠⁠⁠⁠⁠ pozůstatek po přípravě linkování někdy dochovaný na okrajích dvojlistů

## Z
- Záhlaví – krátký, titulkový text nad zrcadlem sazby ve vizuálně exponované horní části strany.
- Zlomek (fragment) – rukopis, který je zachován jen částečně.
- Zrcadlo – psací plocha⁠⁠⁠⁠⁠⁠

## Ž
- Žaltář – kniha, která obsahuje žalmy.
- Živé záhlaví – zkrácené měnící se názvy jednotlivých kapitol, dílů a částí, např. v Novém zákoně „Matúš VII“, „Matúš VIII“, „Matúš IX“. Živá záhlaví mohla být sestavována také z měnících se letopočtů, které usnadňovaly vnímání kapitol řazených chronologicky.